# I Robot (Album)
I Robot ist das zweite Studioalbum des britischen Musikprojekts The Alan Parsons Project, das im Juni 1977 erschien.

## Entstehung und Veröffentlichung
Die Erstveröffentlichung von I Robot erfolgte am 3. Juni 1977 bei Arista Records. Das Album erschien in seiner Originalausführung als LP (Katalognummer: 064-99 168) und MC (Katalognummer: 266-99168) mit zehn Titeln. Im Jahr 1984 erschien es erstmals als CD-Ausführung (Katalognummer: 610 142-222). Am 2. März 2007 erschien zum 30-jährigen Jubiläum eine remasterte CD-Fassung mit fünf Bonustiteln (Katalognummer: 82876815242). Am 13. September 2013 erschien die sogenannte „Legacy Edition“, die neben dem Standardalbum ein Bonusalbum mit diversen Remixen und Alternativaufnahmen enthält (Katalognummer: 88883718652).
Mit einer Ausnahme wurden alle Lieder gemeinsam von den Bandmitgliedern Alan Parsons und Eric Woolfson geschrieben, das Lied Total Eclipse entstammt von Andrew Powell. Für die Produktion zeichneten alle Bandmitglieder verantwortlich.
Anfangs wollte Eric Woolfson in Tradition des Vorgängeralbums eine weitere Vertonung von Edgar Allan Poes Kurzgeschichten veröffentlichen, dies wurde allerdings von Arista Records unterbunden, da diese so nur die Rechte am zweiten Teil der Reihe hätten.
Ein weiterer damaliger Lieblingsautor Woolfsons war der russisch-amerikanische Science-Fiction-Schriftsteller Isaac Asimov, dessen Geschichtensammlung Ich, der Robot er gelesen hatte und dem Album als Basis geben wollte. Aufgrund eines Vertrages, mit dem Asimov bereits zehn Jahre vorher die Verfilmungsrechte samt aller damit im Zusammenhang stehenden Musikaufnahmen an eine Produktionsfirma abgetreten hatte, war die Gruppe rechtlich nicht in der Lage, das Album augenscheinlich und inhaltlich in direkter Anlehnung an den Roman zu gestalten. Deshalb veränderte man den Titel geringfügig (das Komma wurde weggelassen) und bezog die Texte und Songtitel nur ganz allgemein auf Roboter, statt speziell auf die Geschichten von Asimov.
Im Inlay des Albums ist folgender Text zu finden:

“I robot … the story of the rise of the machine and the decline of man, which paradoxically coincided with his discovery of the wheel… and a warning that his brief dominance of this planet will probably end, because he tried to create his own image.”

„Ich, der Roboter … Die Geschichte des Aufstiegs der Maschine und des Niedergangs des Menschen, die paradoxerweise mit der Entdeckung des Rads begann… Und eine Warnung davor, dass seine kurze Vorherrschaft auf diesem Planeten wahrscheinlich enden wird, da er versucht hat, sein Ebenbild zu erschaffen.“

## Artwork
Das Cover ist eine Collage der britischen Grafikdesign-Agentur Hipgnosis auf einem Foto der Rolltreppen im Pariser Flughafen Paris-Charles-de-Gaulle. überlagert von einer Zeichnung eines Roboters mit stilisiertem Atom als Gehirn. Die Idee, diesen Ort für das futuristische Cover zu verwenden, kam von Eric Woolfson, den der Flughafen nach eigenen Angaben schon immer an „die roboterhaften Aktivitäten der Menschheit“ erinnert habe. Bei den Personen auf den Rolltreppen handelt es sich um Assistenten des Hipgnosis-Leiters Storm Thorgerson. Für die letztendlich erschienene Fotomontage wurden mehrere Aufnahmen zusammenkopiert.
Der kommerzielle Erfolg des Albums wird zum Teil auf das Cover zurückgeführt, da es zur Zeit der Veröffentlichung des Filmes Krieg der Sterne und dem damit verbundenen Sci-Fi-Hype das erste Musikalbum mit einem Roboter auf der Frontseite war.

## Titelliste
Seite 1
1. I Robot [Instrumental] – 6:02
2. I Wouldn't Want to Be Like You [Lead Vocal: Lenny Zakatek] – 3:22
3. Some Other Time [Lead Vocals: Peter Straker & Jaki Whitren] – 4:06
4. Breakdown [Lead Vocal: Allan Clarke] – 3:50
5. Don’t Let It Show [Lead Vocal: Dave Townsend] – 4:24

Seite 2
1. The Voice [Lead Vocal: Steve Harley] – 5:24
2. Nucleus [Instrumental] – 3:31
3. Day After Day (The Show Must Go On) [Lead Vocal: Jack Harris] – 3:49
4. Total Eclipse [Instrumental] – 3:09
5. Genesis Ch.1 v.32 [Instrumental] – 3:28

| Bonustitel der 30th-Anniversary-Edition |
| 1. Boules [I Robot Experiment] – 1:59 2. Breakdown [Early Demo Of Backing Riff] – 2:09 3. I Wouldn't Want to Be Like You [Backing Track Rough Mix] – 3:28 4. Day After Day [Early Stage Rough Mix] – 3:40 5. The Naked Robot – 10:19 |

| Bonustitel der Legacy Edition |
| 1. U.S Radio Commercial for I Robot – 1:01 2. I Robot [Boules Experiment] – 1:59 3. I Robot [Hilary Western Vocal Rehearsal] – 1:32 4. Extract 1 from The Alan Parsons Project Audio Guide – 1:04 5. Extract 2 from The Alan Parsons Project Audio Guide – 0:57 6. I Wouldn’t Want to Be Like You [Backing Track Rough Mix] – 3:29 7. Some Other Time [Complete Vocal by Jaki Whitren] – 3:44 8. Breakdown [Early Demo of Backing Riff] – 2:09 9. Extract 3 from The Alan Parsons Project Audio Guide – 0:31 10. Breakdown [The Choir] – 1:51 11. Don’t Let It Show [Eric Woolfson Demo] – 3:26 12. Day After Day (The Show Must Go on) [Early Stage Rough Mix] – 3:38 13. Genesis Ch.1. V.32 [Choir Session] – 2:18 14. The Naked Robot [Early Stage Instrumental Mixes] – 10:20 |

## Kommerzieller Erfolg

### Chartplatzierungen
| ChartsChartplatzierungen       | Höchstplatzierung | Wochen/ Monate |
| ------------------------------ | ----------------- | -------------- |
| Deutschland (GfK)              | 2 (136 Wo.)       | 136 Wo.        |
| Österreich (Ö3)                | 23 (1 Mt.)        | 1 Mt.          |
| Vereinigte Staaten (Billboard) | 9 (54 Wo.)        | 54 Wo.         |
| Vereinigtes Königreich (OCC)   | 26 (8 Wo.)        | 8 Wo.          |

| ChartsJahrescharts (1978) | Platzierung |
| ------------------------- | ----------- |
| Deutschland (GfK)         | 10          |

| ChartsJahrescharts (1979) | Platzierung |
| ------------------------- | ----------- |
| Deutschland (GfK)         | 23          |

### Auszeichnungen für Musikverkäufe
| Land/Region                  | Auszeichnungen für Musikverkäufe (Land/Region, Auszeichnung, Verkäufe) | Verkäufe  |
| ---------------------------- | ---------------------------------------------------------------------- | --------- |
| Deutschland (BVMI)           | Gold                                                                   | 250.000   |
| Neuseeland (RMNZ)            | Platin                                                                 | 20.000    |
| Vereinigte Staaten (RIAA)    | Platin                                                                 | 1.000.000 |
| Vereinigtes Königreich (BPI) | Silber                                                                 | 60.000    |
| Insgesamt                    | 1× Silber · 1× Gold · 2× Platin ·                                      | 1.330.000 |